# 曹昂 (北魏)
曹昂，齐郡（今山东省淄博市临淄区）人，北魏官员。
曹昂有学识，举秀才。魏孝庄帝永安年间，被任命为太学博士、兼尚书郎，常常徒步去尚书省，以表示自己的清贫。有一天他家中遭遇盗贼，丢失了很多绫缣（丝织品），人们才知道他很富有，鄙视他的矫伪欺诈。